# لی چانگ هون
لی چانگ هون (کره‌ای: 이창훈؛ زادهٔ ۸ سپتامبر ۱۹۶۶) بازیگر اهل کره جنوبی است. او به خاطر ایفای نقش در وقتی یک مرد عاشق می‌شود و متاسفم اما دوستت دارم شناخته می‌شود.

## فیلم‌شناسی

### فیلم
| سال  | عنوان                           | نقش                    |
| ---- | ------------------------------- | ---------------------- |
| ۱۹۹۴ | لای دایهان                      |                        |
| ۱۹۹۷ | هله‌لویا                         |                        |
| ۱۹۹۸ | اتفاق‌ها                         |                        |
| ۲۰۰۰ | بوی عشق                         |                        |
| ۲۰۰۲ | چهار انگشت پا                   | لیکاف                  |
| ۲۰۰۵ | تارزان پارک هونگ سوک            |                        |
| ۲۰۰۷ | استراحت ده دقیقه‌ای (فیلم کوتاه) |                        |
| ۲۰۰۸ | فراموش نشدنی                    | بزرگسالی گیل سو (راوی) |
| ۲۰۱۹ | تازا: سرباز یک چشم              | ایل تا                 |

### مجموعه تلویزیونی
| سال  | عنوان                    | نقش           |
| ---- | ------------------------ | ------------- |
| ۱۹۹۳ | دریای مادر من            | سانگ گیو      |
| ۱۹۹۴ | ام                       | سونگ جی سوک   |
| ۱۹۹۵ | حتی اگر باد می‌وزد        |               |
| ۱۹۹۶ | یک کشور دور              | هیونگ وو      |
| ۱۹۹۷ | به سوی طوفان             | لی کانگ چان   |
| ۱۹۹۷ | پیشنهاد                  | کوان هیوک جون |
| ۱۹۹۷ | اسطوره یک قهرمان         | کیم این وو    |
| ۱۹۹۸ | کلینیک سون‌پونگ           | لی چانگ هون   |
| ۱۹۹۸ | آهنگ باد                 | کیم دو گیون   |
| ۱۹۹۹ | ساندی بست «اون بی ریونگ» | جونگ وو       |
| ۱۹۹۹ | مدرسه                    | لی جه ها      |
| ۱۹۹۹ | دعوت‌نامه                 | دونگ سوک      |
| ۱۹۹۹ | طلوع خورشید، طلوع ماه    | چوی جی هیوک   |
| ۲۰۰۱ | بانوی زیبا               | کیم هون       |
| ۲۰۰۱ | استاک فلاور              | کانگ مین هیوک |
| ۲۰۰۱ | این عشقه                 | چا جون بوم    |
| ۲۰۰۱ | می‌نا                     | مدیر کانگ     |
| ۲۰۰۲ | عصر مردان وحشی           | هیاشی         |
| ۲۰۰۳ | هزار سال عشق             | کیم چون چول   |
| ۲۰۰۳ | ی میلیون رز              | کانگ مبن جه   |
| ۲۰۰۵ | عزیزم، عزیزم             | جونگ جه مین   |
| ۲۰۰۵ | افسانه سودانگ            | موک را سو     |
| ۲۰۰۶ | عشق من                   | جو یی هان     |
| ۲۰۰۷ | ایسان                    | ولیعهد سادو   |
| ۲۰۰۷ | حتی عشق                  | یون سوک وو    |
| ۲۰۱۰ | زنان جسور                | هان کیو جین   |
| ۲۰۱۱ | وقتی تو خواب بودی        | چه هیوک جین   |
| ۲۰۱۳ | وقتی یک مرد عاشق می‌شود   | گو یونگ گاب   |
| ۲۰۱۶ | متاسفم اما دوستت دارم    | شین ته جین    |

### برنامه تلویزیونی
| سال  | عنوان             | نقش  |
| ---- | ----------------- | ---- |
| ۲۰۱۶ | اعتراف واقعی بابا | خودش |